# Pablo Morant
Pablo Javier Morant (Esquel, Chubut, Argentina, 30 de junio de 1970) es un exfutbolista y entrenador argentino. Actualmente es asistente técnico de Antonio Mohamed en el Deportivo Toluca Fútbol Club de México.

## Trayectoria

### Como jugador
Nacido en Esquel, sus primeros tres años de vida transcurrieron en Lago Epuyén, luego sus padres se trasladaron a Puerto Madryn, a partir de los siete años vivió en la ciudad de Trelew, donde actualmente reside su familia. Hijo de padres docentes, «Cachi» creció jugando en los potreros del barrio, derrochando gambetas, que combinaba con habilidad, picardía e inteligencia. Su familia está compuesta por tres hermanas menores (María Laura, Angélica y María Leonor) y sus hermanos mayores Carlos y «Teté», también exjugadores de fútbol.
Én 1982 Carlos Godoy, un amigo, lo lleva a Racing Club de Trelew, donde comenzó a jugar en séptima división como delantero, bajo la dirección Técnica de Tommy Jones. A los 15 años debuta en la primera división como volante central, posteriormente fue encontrando su posición definitiva, terminando como defensor bajo el asesoramiento de Osvaldo «Gringo» Biaín quien vistió la camiseta de Racing Club de Trelew club entre 1985 y 1987, Pablo debutó en 1985 bajo la dirección técnica de Dante Mírcoli. en ese lapso fue campeón en cinco torneos de la Liga de Futbol Valle del Chubut, en 1988 es cedido a préstamo, junto a Sergio Monchot, a Independiente de Trelew club con el que obtienen el ascenso desde la Primera "B" de la Liga de Futbol Valle del Chubut.
En el año 1988 fue llamado por el club Gimnasia y Esgrima La Plata para integrar las divisiones inferiores, alojándose en la pensión de la sede de la calle 4. Jugó 4 partidos en la Cuarta División y rápidamente fue citado a entrenar con el plantel profesional jugando en la Reserva durante el año 1989 e integrando el banco de suplentes en varias oportunidades. Debutó en la primera división del Lobo Platense en el año 1990 en un partido frente a Huracán, jugó un total de 153 partidos en  este club en los que marcó 16 goles. Con Gimnasia logra clasificar al primer torneo internacional de la historia del club (Torneo CONMEBOL), siendo eliminado en semifinales por el club Olimpia de Paraguay en definición por penales; En Gimnasia, Pablo fue campeón de la Copa Centenario de la A.F.A en el año 1993 y subcampeón de la Liga Argentina en los años 1995 y 1996.
En el año 1996 fue adquirido por el Hércules de Alicante, volviendo al fútbol Argentino en el año 1997 contratado por el club Colón de Santa Fe, donde jugó 149 partidos y convirtió 9 goles. En Colón jugó entre los años 1997 y 2003, siendo parte de, tal vez, la más rica historia deportiva del Sabalero. Componente importante del equipo que logra el subcampeonato (temporada 97-98) y que a la postre lograría el pasaje a la Copa Libertadores por primera vez en la historia del club venciendo en un partido a desempate al club Independiente de Avellaneda por 1 a 0 en cancha de Lanús. En la Copa Libertadores juega en gran nivel y Colón realiza un gran torneo llegando a cuartos de final. Supera la fase clasificatoria y luego vence en octavos de final al multicampeón Olimpia de Paraguay; siendo eliminado por River en cuartos. Antes de su retiro es partícipe de la clasificación a la Copa Sudamericana logro desconocido por la institución santafesina hasta ese momento. Al poco tiempo de retirado y ante la salida de Edgardo Bauza se hace cargo del equipo de Primera División en forma interina, comenzando su carrera como Director Técnico.
Su único campeonato conquistado a nivel profesional fue la Copa Centenario de la AFA 1993, en cuya final Gimnasia venció a River Plate por 3 a 1.
Estudió Periodismo Deportivo en la U.N.L.P. (no se recibió), es autor del libro titulado Retroceso del Fútbol Argentino en el año 2013.

### Como entrenador
A poco tiempo de su retiro, realizó un interinato como técnico del club Colón de Santa Fe a la salida de Edgardo Bauza. Luego se hizo cargo de la dirección técnica del Club Huracán de Tres Arroyos (en lo que fuera para esa institución su única incursión en la Primera División del fútbol argentino).En 2007 se convirtió en el Coordinador General de fútbol amateur de Gimnasia y Esgrima La Plata. Su labor formativa le dio grandes frutos a la Institución Platense, acompañando a la Primera División a jugadores como Adolfo Rinaudo, Pablo de Blasis, Ignacio Fernández, Milton Casco, Alan Ruíz, Lisandro Magallán, Maximiliano Meza, Pata Castro, Santiago Magallán, Federico Rasik, Franco Mussis, Martín Arias, Agustín Curima, Coco Roldán entre otros; este trabajo posibilitó la venta de muchos de estos jugadores tanto al mercado nacional como internacional generándole recursos económicos más que importantes al Club. En 2010 ejerció como director técnico interino de la primera división del club y por decisión propia volvió a su puesto de coordinador de fútbol en diciembre de ese año. 
En julio de 2014 se hace cargo, junto a Darío "El Indio" Ortiz, de la dirección técnica de Club Sportivo Estudiantes de San Luis, para disputar el Torneo Argentino "A". El trabajo de la Dupla Técnica da sus frutos y logran el Ascenso al Nacional B siendo el equipo con más goles convertidos y la valla menos vencida.
En junio de 2016 se hace cargo de la dirección técnica del Club Atlético Villa San Carlos con Sergio Capitano como ayudante de campo y Gustavo Del Favero como preparador físico.
En el año 2017 se incorpora como ayudante de campo en el cuerpo técnico de Hernán Cristante en el club Deportivo Toluca de la Primera División del Fútbol Mexicano, repitiendo responsabilidades en las temporadas 2018-2019. 
En 2020 colabora como mánager en el Club Atlético Mitre de Santiago del Estero, equipo que dirigía Hernán Darío Ortiz.
En el año 2021 vuelve al Club Deportivo Toluca, nuevamente como ayudante de campo de Hernán Cristante. Compiten el Clausura y Apertura de ese año y al finalizar el contrato, el cuerpo técnico, decide migrar de equipo.
En el año 2022 continúa como ayudante de campo de Hernán Cristante trabajando para el Club Gallos Blancos de Querétaro, logrando el cometido de salvarlo del descenso hecho poco factible a la llegada del Cuerpo técnico puesto que todos lo daban por descendidos.
En el segundo semestre del año y por la buena labor desempeñada por el cuerpo técnico en Querétaro llama la atención del club Bravos de Juárez quienes lo contratan para la temporada el Clausura 2022-2023.

## Clubes

### Como jugador
| Club                        | País      | Año         | PJ  | G  |
| --------------------------- | --------- | ----------- | --- | -- |
| Racing Club de Trelew       | Argentina | 1985 - 1988 | ?   | ?  |
| Independiente de Trelew     | Argentina | 1988        | ?   | ?  |
| Gimnasia y Esgrima La Plata | Argentina | 1990 - 1996 | 153 | 16 |
| Hércules CF                 | España    | 1996 - 1997 | 9   | 0  |
| Colón de Santa Fe           | Argentina | 1997 - 2003 | 149 | 9  |

### Como entrenador
- (*) Dupla técnica con Darío Ortiz.

#### Estadísticas
| Club                           | País      | Año         |
| ------------------------------ | --------- | ----------- |
| Colón                          | Argentina | 2003        |
| Huracán de Tres Arroyos        | Argentina | 2004 - 2005 |
| Gimnasia y Esgrima La Plata    | Argentina | 2010        |
| Colón                          | Argentina | 2013        |
| Estudiantes de San Luis        | Argentina | 2014-2015   |
| Club Atlético Villa San Carlos | Argentina | 2016        |
| Deportivo Toluca               | México    | 2017-2018   |
| Club Atlético Mitre            | Argentina | 2020-2021   |

| N.º   | Equipo           | PJ | PG | PE | PP | GF | GC | Dif | Efect  |
| ----- | ---------------- | -- | -- | -- | -- | -- | -- | --- | ------ |
| 1º    | Colón            | 5  | 1  | 3  | 1  | 7  | 8  | -1  | 40%    |
| 2º    | Huracán (TA)     | 7  | 0  | 4  | 3  | 4  | 10 | -6  | 19.05% |
| 3º    | Gimnasia LP      | 11 | 2  | 4  | 5  | 10 | 15 | -5  | 30.3%  |
| 4º    | Colón            | 13 | 5  | 3  | 5  | 14 | 17 | -3  | 46.15% |
| 5º    | Estudiantes SL   | 41 | 17 | 14 | 10 | 26 | 9  | +17 | 76.19% |
| 6º    | Villa San Carlos | 10 | 2  | 3  | 5  | 8  | 13 | -5  | 30%    |
| TOTAL | TOTAL            | 87 | 27 | 31 | 29 | 69 | 72 | -3  | 43.89% |

Actualizado el 16 de marzo de 2021 C.E.M.

## Palmarés

### Como jugador
| Título          | Club                        | País      | Año  |
| --------------- | --------------------------- | --------- | ---- |
| Copa Centenario | Gimnasia y Esgrima La Plata | Argentina | 1993 |

### Como entrenador
| Título               | Club                      | País      | Año  |
| -------------------- | ------------------------- | --------- | ---- |
| Torneo Federal A (*) | Sportivo Estudiantes (SL) | Argentina | 2014 |

- (*) Ascenso.